# 大蝦蟇

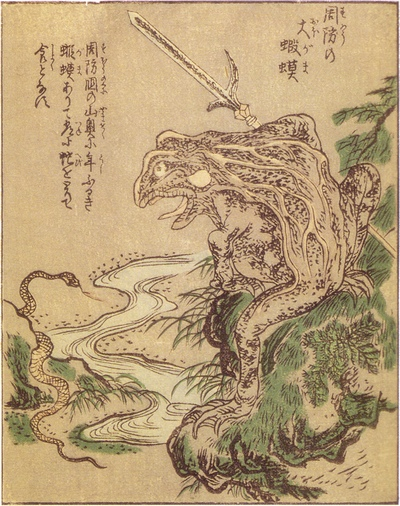
《絵本百物語》，「周防的大蟆」，竹原春泉畫

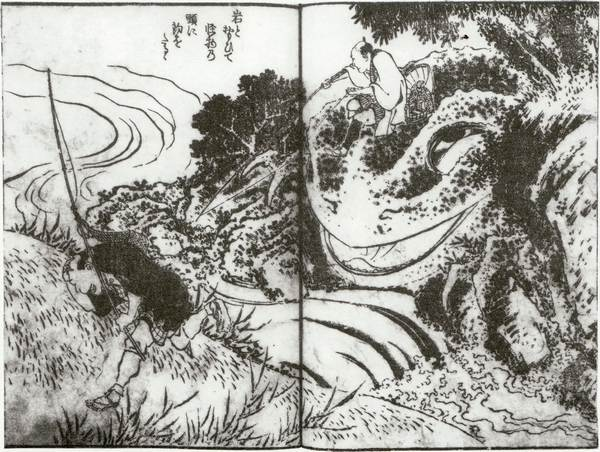
《北越奇談》，「將怪物的頭誤當成岩石坐的釣魚者」，葛饰北斋畫

大蝦蟆（大蝦蟇，おおがま）是江戶時代的怪談集《絵本百物語》和北陸地方的怪談集《北越奇談》中都描述過的巨大日本蟆蛙（蟾蜍的一種）。
妖山中棲息的野生動物比一般野生動物還要更巨大，可以認為這個傳說的根源就是一隻巨大的蟾蜍。同時，如果這隻怪物是一隻蟾蜍或者青蛙，則怪物一副吸取人的精氣的樣子可以解釋為人們看到無尾目的動物用長舌撲食和將蟲吸入口中的動作而產生的錯覺 。

## 古典

### 絵本百物語
《絵本百物語》以「周防的大蟆」（すおうのおおがま）為題描述的大蝦蟆在周防國的岩國山（現在山口縣岩國市）山裡生活，其體長約為8尺（約2.4米）。口中不斷吐出紅氣，被紅氣接觸到的鳥類昆蟲都會被它吸入口中，夏天甚至會吞噬蛇類 。插畫中的大蝦蟆手中持有長矛，代表了其會用矛襲擊人類的說法。

### 北越奇談
越後國村松藩（現在新潟縣中蒲原郡村松町）的一名叫做藤田的武士在河內谷的渓流尋找絕好的釣魚場所，發現深山處的深淵上有一塊突出的約三張榻榻米大小的巨石，認為是極好的垂釣點，便爬上去開始釣魚。
河的對面也有位武士在釣魚，他突然對藤田大叫「快離開」並急忙逃走。藤田感到很不安，遂收起釣具，並追趕那個武士，想知道緣故。武士恐懼地回答道「難道你沒有注意到？你先前坐的那塊岩石睜開了火紅的眼睛，還打了個大哈欠。」
當兩人再回到剛才垂釣的地方，藤田乘坐的岩石已不知去向。他突然想起蝦蟆的傳說，推測到剛剛的岩石必然就是大蝦蟆幻化而成 。

## 腳註
1. ↑  村上健司編著. . 毎日新聞社. 2000: 69頁. ISBN 978-4-620-31428-0.
2. ↑  . : 114頁.
3. ↑  多田克己編. . 國書刊行會. 1997: 34 頁. ISBN 978-4-336-03948-4.
4. ↑  多田克己. . Truth in fantasy IV. 新紀元社. 1990: 149頁. ISBN 978- 4-915146-44-2.
5. ↑  橘崑崙. 荒木常能監修・磯部定治訳 , 编. . 野島出版. 1999: 160–161頁. ISBN 978-4- 8221-0176-3.